# Augusta (Germania)
Augusta (in tedesco Augsburg, in svevo Augschburg, in latino Augusta Vindelicorum e anche Augusta Vindelicum) è una città extracircondariale della Germania, situata nella parte sud-occidentale della Baviera. È capoluogo del distretto governativo della Svevia ed è la sede amministrativa del circondario di Augusta.
Fondata nel 15 a.C. durante il regno dell'imperatore Augusto, contende con altre città tedesche il titolo di più antica città della Germania.
La zona vecchia del centro storico è considerata la terza più grande della Germania, dopo Amburgo e Colonia.
Con 303 150 abitanti, 885 000 nell'area metropolitana, è la terza città più popolosa della Baviera dopo Monaco e Norimberga. La città è sede vescovile della diocesi cattolica di Augusta e di un'università fondata nel 1970.
Dal luglio 2019 il sistema di gestione dell'acqua di Augusta è patrimonio dell'Unesco.

## Geografia fisica
Augusta è situata sulle rive del fiume Lech che nasce circa 150 km a sudovest in Tirolo e sfocia nel Danubio 40 km a nord della città. La parte più antica della città e i quartieri meridionali si trovano sulle ultime propaggini di un altopiano localizzato fra le ripide colline di Friedberg a est e le zone collinari situate a ovest della città.
A sud si estende il Lechfeld, una pianura alluvionale tra i due fiumi Lech e Wertach nella quale si trovano aree rilevanti da un punto di vista ambientale, l'Augsburger Stadtwald e le Lechtalheiden, che fanno parte dei più ricchi ecosistemi dell'Europa centrale.
Confina con la città il parco naturale di Augsburg – Westliche Wälder, una grande area boschiva. L'amministrazione cittadina è il principale proprietario comunale di boschi della Baviera e il terzo della Germania.

## Storia
Come anno di fondazione della città viene indicato il 15 a.C. In quell'anno, nei pressi della città, nel corso della conquista della Rezia fu fondato un insediamento militare romano. Augusta risulta essere, dopo Treviri, la seconda città più antica in Germania.
Nel corso del I secolo intorno all'insediamento militare si costituì il villaggio di Augusta Vindelicorum che nel 122 ottiene il titolo di città. Augusta è stata capitale della provincia romana della Rezia, il punto è però controverso in quanto documenti dell'epoca indicano come capoluogo della Rezia anche la città di Cambodunum (Kempten sempre in Baviera). Per certo, dopo la suddivisione della Rezia, Augusta diviene capoluogo della parte denominata Rezia Seconda. Nel V secolo Augusta Vindelicorum viene distrutta.
Fin dall'antichità, Augusta è sede vescovile. Nel XII secolo, nei pressi della sede vescovile si insedia una comunità di commercianti. Nel 1156 Federico Barbarossa le accorda i diritti di città. Nel 1251 le vengono concessi i diritti di gonfalone e di tassazione e nel 1276 diviene città libera dell'Impero e quindi governata da famiglie notabili locali. Dopo un'insurrezione degli artigiani vengono introdotte le corporazioni che partecipano al governo cittadino fino al 1547. Fino alla fine del Rinascimento Augusta fu un centro importante per l'economia e il commercio. I nomi rilevanti di questo periodo sono le famiglie di commercianti Fugger e Welser.
Augusta è stata la sede di importanti avvenimenti politici fra i quali la Dieta di Augusta del 1530 e la Pace di Augusta del 1555 con la quale venne definito lo status religioso della Germania dopo la Riforma protestante. Durante la seconda guerra mondiale Augusta subì danni molto rilevanti. Con oltre 300 000 bombe incendiarie venne quasi completamente distrutto il centro storico.

## Monumenti e luoghi d'interesse

### Architetture religiose
- Basilica dei Santi Ulrico e Afra (Basilika Sankt Ulrich und Afra). La Basilica dei Santi Ulrico e Afra è uno dei monumenti più importanti di Augusta. Parrocchiale cattolica, ha avuto origine dal sepolcro romano di Santa Afra, martirizzata nel 304. L'edificio rappresenta un alto esempio di Architettura gotica in Germania; al suo interno sono custoditi tre giganteschi e preziosissimi altari Tardo-rinascimentali ritenuti un capolavoro assoluto della scultura tedesca del periodo. Il suo alto campanile a cipolla, che domina la città meridionale, servì come prototipo per la costruzione delle numerose torri barocche della Baviera.
- Cattedrale di Nostra Signora (cattolica)
- Chiesa di Sant'Anna (luterana)
- Chiesa di San Maurizio (cattolica)
- Sinagoga di Augusta (ebraica). Costruita nel 1917 in stile eclettico, con elementi neobizantini, neomoreschi e Liberty, è una delle pochissime sinagoghe monumentali tedesche ad essere sopravvissuta alle distruzioni del periodo nazista. È oggi il centro religioso della rinata comunità ebraica della città.[3]

### Architetture civili

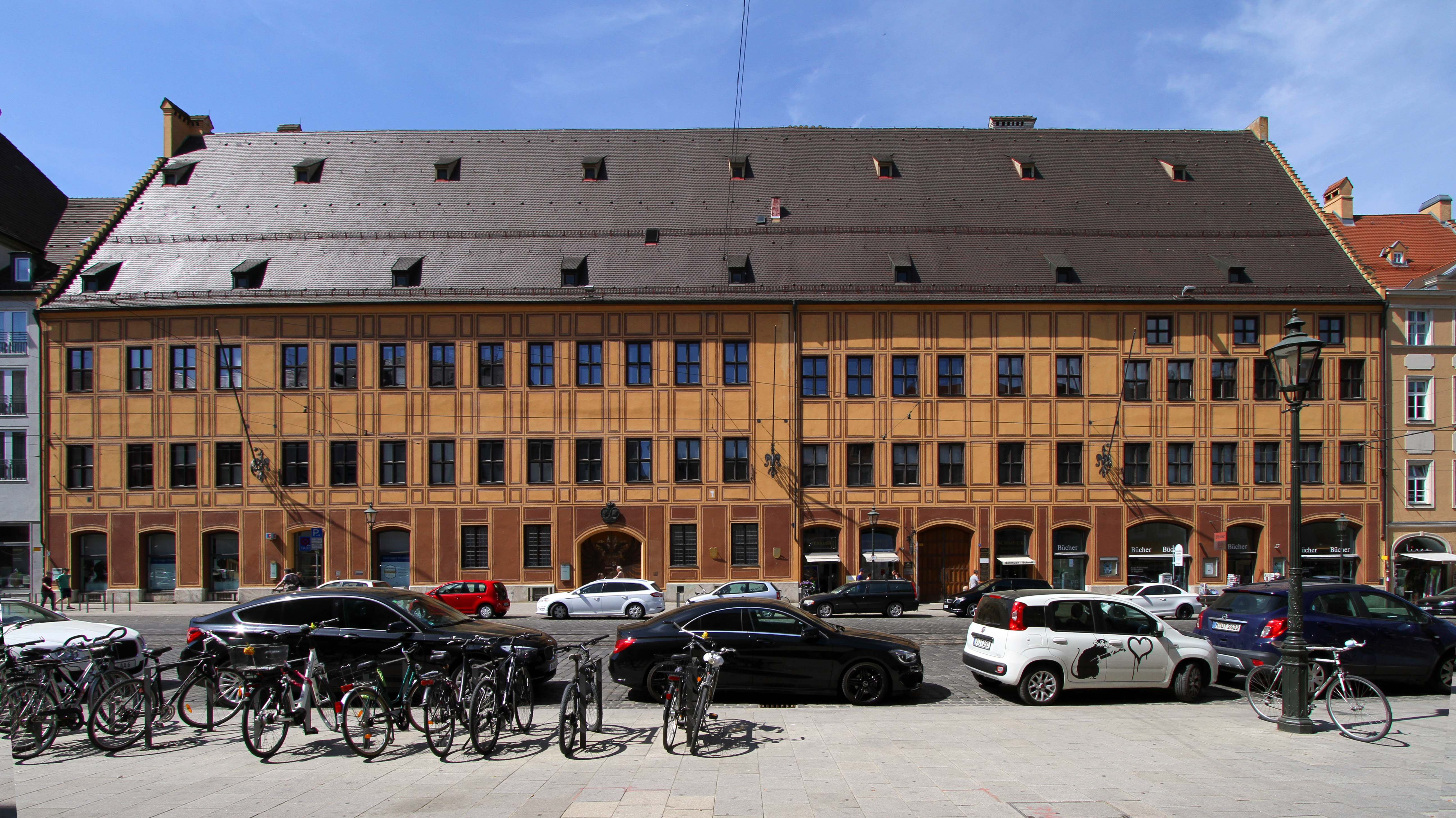
Il palazzo dei Fugger.

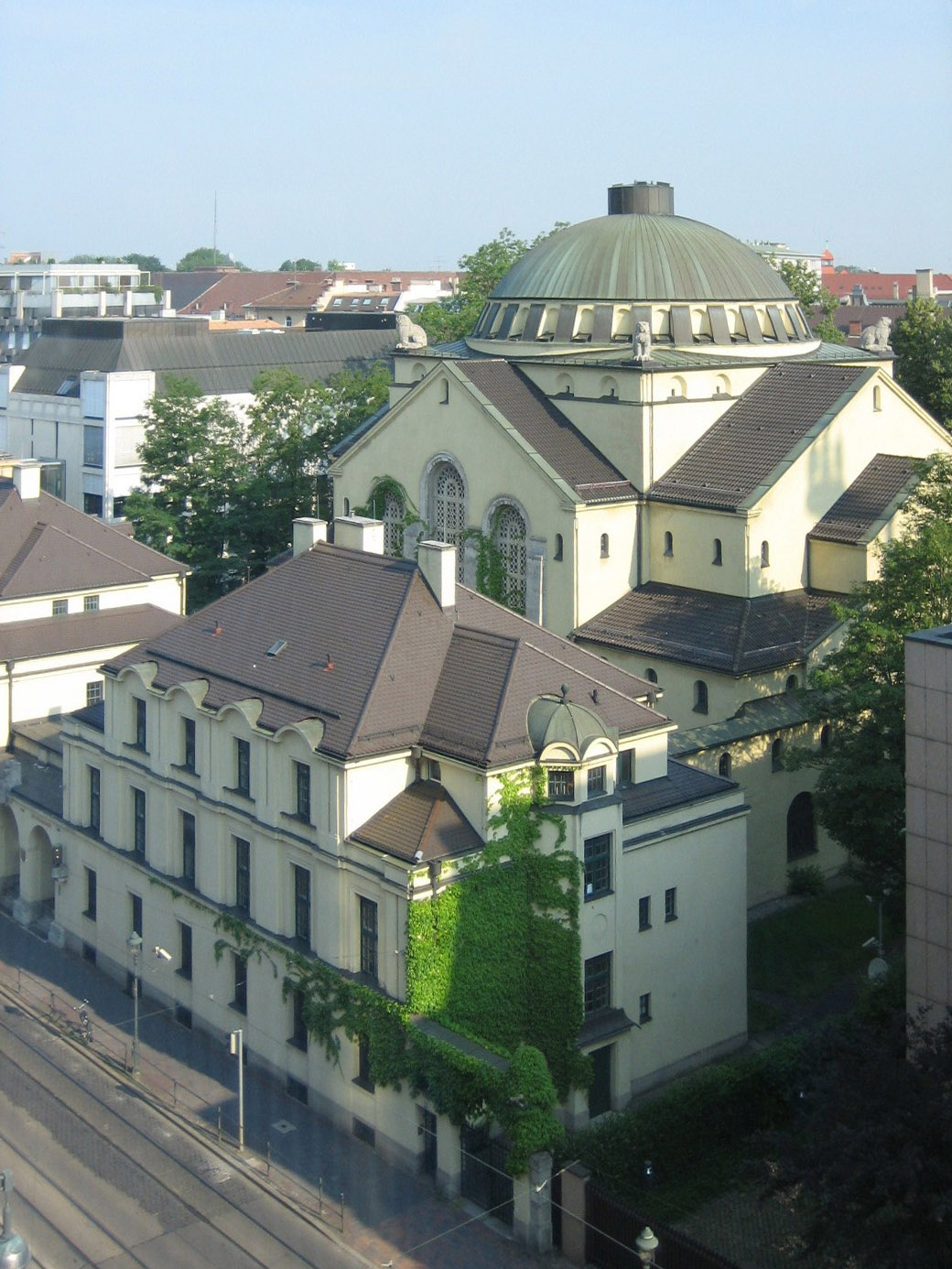
La Sinagoga di Augusta.

- Fuggerei - uno dei primi esempi di case popolari
- Lutherstiege - Museo che illustra la vita di Martin Lutero, presso la Chiesa di Sant'Anna. (gratuito)
- Rathaus - sede della municipalità (include la Goldener Saal (Sala dorata))
- Schaezlerpalais. Il Palazzo Schaezler è una delle più prestigiose residenze nobiliari cittadine. Si trova nella centralissima Maximilianstraße, e fu edificato per volere del banchiere Benedikt Adam Freiherr von Liebert, Edler von Liebenhofen. Oggi è sede delle Kunstsammlungen und Museen Augsburg, (Collezioni Civiche d'Arte/Musei Civici), con accesso alla Staatsgalerie (Galleria Statale) nell'ex Chiesa di Santa Caterina.
- Fontane di Augusta
- cinta muraria medievale

## Società

### Religione
Santi patroni
- Santa Afra
- Sant'Ulrico di Augusta
- San Simperto

## Economia
Centro commerciale, industriale e culturale, è sede di grandi aziende fra le quali Siemens, Infineon Technologies, EADS, MAN, KUKA, OSRAM, Fujitsu Siemens Computers e NCR.
Dal 1956 il marchio della semplice bevanda Spezi è di proprietà di Brauhaus Riegele.

## Amministrazione

### Gemellaggi
- Inverness, dal 1956
- Amagasaki, dal 1959
- Nagahama, dal 1959
- Bourges, dal 1963
- Dayton, dal 1964
- Liberec, dal 2001
- Jinan, dal 2004
- Bielefeld, dal 2021

## Sport
La squadra calcistica della città è l'Augsburg, militante ininterrottamente nella Bundesliga a partire dalla stagione 2011-12, anno in cui esordì nella categoria. La compagine gioca le partite casalinghe nello stadio WWK Arena.